# Erode
Pour les articles ayant des titres homophones, voir Hérode.
Erode (tamoul : ஈரோடு) est une ville du sud de l'Inde, siège du district d'Erode, au Tamil Nadu. La ville a connu de grandes personnalités telles que le mathématicien Srinivasa Ramanujan (1887-1920).